# SYKE (Institut)
Das finnische Umwelt-Forschungs-Institut SYKE (finnisch Suomen ympäristökeskus, schwedisch Finlands miljöcentral, englisch Finnish Environment Institute) ist ein staatliches Forschungs- und Fachinstitut des finnischen Umweltministeriums, welches auch Aufgaben der nationalen Behörden übernimmt. Es ist zwei Ministerien unterstellt, im Bereich Wasserressourcen dem Umweltministerium und im Bereich Landressourcen dem Ministerium für Land- und Forstwirtschaft.

## Aufgaben und Ziele
Das SYKE-Institut führt die Forschungs- und Entwicklungsaufgaben des finnischen Umweltministeriums aus und setzt diese in verschiedenen Gremien gemeinsam mit dem gewählten Beirat um. Die Aufgabe des SYKE besteht dabei darin, den Aufbau einer nachhaltigen Gesellschaft durch Forschung, Information und Dienstleistungen zu unterstützen. Mit Umsetzung der wichtigsten Leitlinien des SYKE nimmt das Institut damit eine Vorreiterrolle in Sachen Entwicklung des Umweltschutzes in Europa ein.
- Werte:
  - Globale Verantwortung und Respekt vor dem Wert der Natur
  - Ethisches Verhalten, Integration, Fairness und Gleichberechtigung
- Ziele:
  - die Eindämmung des Klimawandels
  - Schaffung des Übergangs zu einer nachhaltigen Kreislaufwirtschaft und Bioökonomie
  - Unterstützen regionalen Gebiete auf dem Weg in Sachen Nachhaltigkeit
  - den Verlust von biologischen Vielfalt verhindern
  - Entwicklung neuer Ansätze um den Zustand der Meeres- und Binnengewässer zu erhalten und eine nachhaltige Nutzung der Wasserressourcen umzusetzen
- Vorgehensweise:
  - Förderung der Grundsätze der offenen Daten und offenen Wissenschaft
  - Erhöhung des Umwelt-Verständnis und Entwicklung von Lösungen durch nationale und internationale Zusammenarbeit und Vernetzung

## Organisation
Neben dem Hauptbüro betreibt das Institut auf dem Viikki-Campus in Helsinki, ein Zentrales Forschungslabor und ein Meeresforschungs-Zentrum, sowie 4 weitere Standorte in Finnland. Ein Büro und Labor in Oulu, ein Büro in Jyväskylä und eins in Joensuu sowie ein Nationalpark Forschungszentrum in Kuhmo.
 

Im Rahmen einer Lenkungsgruppe des finnischen Rates zur ökologischen Wiederherstellung arbeitet SYKE eng mit verschiedenen behördlichen (z. B. mit der finnischen Nationalpark-Verwaltung und der finnischen Forstverwaltung, welche im staatlichen Unternehmen "Metsähallitus", zu deutsch "Forstamt" organisiert sind) und nicht-behördlichen (z. B. der TAPIO-Gruppe) Partnern in verschiedenen Projekten zusammen. Unter anderen half SYKE zusammen mit den nationalen Partnern die wissenschaftliche Leitlinien und Managementpläne zu erstellen, welche im Rahmen der Umsetzung der FFH-Richtlinie zur Erstellung, zum Monitoring und zur Weiterentwicklung der finnischen EU-Vogelschutzgebiete (englisch Special Protection Area, SPA) und der FFH-Gebiete im Natura 2000-Netzwerk führte.

## Geschichte
Das Institut wurde 1995 als Nachfolger des finnischen Wasser- und Umweltamtes gegründet, welches zuvor in 13 Regionen und die autonome Region Åland gegliedert war. Diese hatten sich aus den 9 Historischen Landschaften Finnlands während der schwedischen Herrschaft gebildet und wurden 1994 in 19 sog. Maakuntas institutionalisiert. 2010 wurde die Provinzverwaltung jedoch in einer weiteren Reform aufgegeben, bis heute besteht aber die Landschaftszuordnung in Finnland mit den Regionaldirektionen innerhalb des Instituts noch fort (z. B. in der Einteilung der Natura 2000-Gebiete).
- 2001 gehörte SYKE zu den Gründungsmitgliedern von "PEER" englisch Partnership for European Environmental Research – einem Zusammenschluss von acht europäischen Umweltforschungszentren. In den PEER-Zentren sind ca. 5.800 Personen beschäftigt, das Gesamtbudget aller 8 Zentren hatte 2020 einen Umfang von 600 Mio. €. Mit PEER wollen die Mitglieder die Zusammenarbeit europäischer und internationaler Wissenschaftler fördern, die Umweltforschung und deren Rolle auf europäischer Ebene stärken sowie sich bei der Durchführung gemeinsamer Forschungsprojekte unterstützen.[15]

Neben SYKE gehören folgende Zentren zum PEER-Netzwerk:

- - CIENS – Osloer Zentrum für interdisziplinäre Umwelt- und Sozialforschung (englisch Oslo Centre for Interdisciplinary Environmental and Social Research)/Oslo Norwegen[16]
  - DCE – Dänisches Zentrum für Umwelt und Energie (englisch DCE – Danish Centre For Environment And Energy)/Roskilde Dänemark[17]
  - INRAE – Nationales Forschungsinstitut für Landwirtschaft, Ernährung und Umwelt (englisch French National Research Institute for Agriculture, Food and Environment)/Versailles  Frankreich[18]
  - JRC – Gemeinsame Forschungsstelle der Europäischen Kommission (englisch Joint Research Centre)/ Europäische Union[19]
    - mit 6 Standorten in 5 EU-Ländern (Brüssel und Geel/Belgien, Karlsruhe/Deutschland, Ispra/Italien, Petten/Niederlande und Sevilla/Spanien)

  - UFZ – Helmholtz-Zentrum für Umweltforschung/Leipzig  Deutschland[20]
  - UKCEH – Britisches Zentrum für Ökologie und Hydrologie (englisch UK Centre for Ecology & Hydrology)/ Vereinigtes Königreich[21]
    - mit 4 Standorten in Bangor, Edinburgh, Lancaster und Wallingford

  - WUR – Wageningen Umweltforschungszentrum (englisch Wageningen Environmental Research)/Wageningen  Niederlande[22]
- 2009 wurde das Meeresforschungszentrum innerhalb des SYKE eingerichtet, als zuvor das bisherige Meeresforschungsinstitut aufgelöst und seine biologische Forschung an das SYKE verlagert wurde und die physikalische Forschung an das Finnische Meteorologische Institut überging[23]

- bisherige Generaldirektoren des SYKE waren:
  - Kaj Bärlund (1995)
  - Lea Kauppi (1995–2020)
  - Eeva Primmer (2020)
  - Leif Schulman (2021–)